# 476 до н. е.

## Події
- Консулами Риму були обрані Авл Вергіній Трікост Рутил та Спурій Сервілій Пріск. Вели війну проти міста Вейї.
- Фрасидей став удруге тираном Гімери.
- Умовна дата кінця періоду Чуньцю та початку періоду Чжаньґо в Давньому Китаї. Одним з важливих факторів вважається експансія царства Чу в Південному Китаї.

## Померли
- традиційна дата смерті Ітоку, легендарного імператора Японії
- Тіт Мененій Ланат, римський політик, самогубство

| рік | Це незавершена стаття про рік. Ви можете допомогти проєкту, виправивши або дописавши її. |